# Black Ball Line

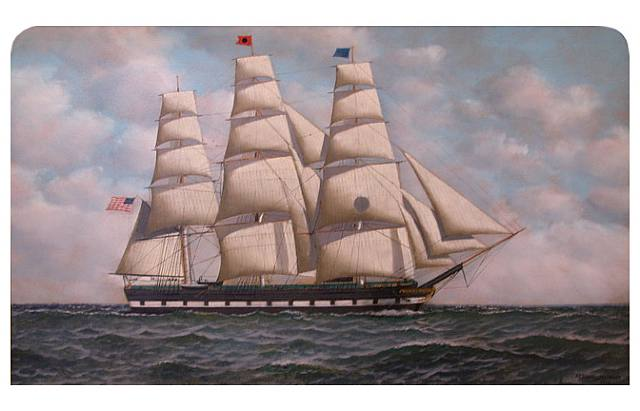
Das Schiff Charles H. Marshall

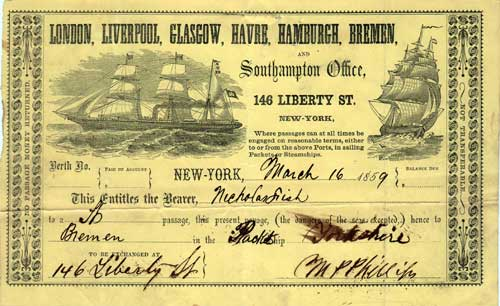
Ticket aus dem Jahr 1859

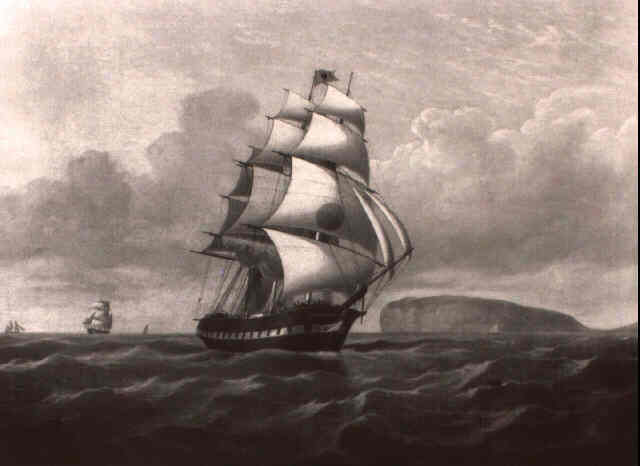
Das Schiff Harvest Queen

Die Black Ball Line von C. H. Marshall & Co. war die erste Schifffahrtslinie, die regelmäßig Passagen über den Atlantik anbot. Die Flagge der Gesellschaft zeigte einen schwarzen Ball auf rotem Grund.

## Die Idee
Die Idee, Schiffe zu verlässlichen Zeiten starten zu lassen, ging auf den Textilimporteur Benjamin Marshall zurück. Im Oktober 1817 wurde der erste Fahrplan entworfen. Er sah vor, dass jeweils am 5. des Monats ein Schiff in New York und am 1. des Monats eines in Liverpool starten sollte. Schnell wurde der Service ausgebaut. Die Schiffe der Black Ball Line fuhren ab 1818 jeweils zweimal im Monat von New York, später auch von Boston und Philadelphia, nach Liverpool ab. Die Abfahrtszeiten der Black-Ball-Line-Schiffe bestimmten schließlich den gesamten Postrhythmus der USA mit Europa.

## Betrieb
Die Gesellschaft, gegründet in New York und geleitet von Isaac Wright und Sohn, Francis Thompson, Benjamin Marshall und Jeremiah Thompson, von denen die meisten Quäker waren, nahm den Betrieb mit dem Lastschiff James Monroe, der Pacific, der Amity und der Courier auf. Schnell entwickelte sich an der Ostküste eine Konkurrenz, da das Konzept der verlässlichen Abfahrtszeiten bei der Kundschaft gut ankam. Die erste Reederei, die das Konzept der Black Ball Line übernahm, war 1821 die Red Star Line.
Die ersten vier Schiffe hatten alle etwa 400 Bruttoregistertonnen. Bald wurde die Flotte erweitert; die nächsten Schiffe waren meist größer. Innerhalb kurzer Zeit kamen u. a. die Schiffe New York, Eagle, Orbit, Nestor, James Cropper, William Thompson, Albion, Canada, Britannia und Columbia hinzu.
Die ersten Fahrten nach dem neuen Fahrplan von 1818 absolvierten die Courier, die am 1. Januar in Liverpool startete, und die James Monroe, die am 5. Januar in New York losfuhr. Sie kam am 2. Februar in Liverpool an. Im Durchschnitt brauchten die Schiffe der Black Ball Line im ersten Jahr 25 Tage in östlicher und 43 Tage in westlicher Richtung.
Die Reisezeiten halbierten sich durch die Einführung der Dampfschifffahrt. In den 1860er Jahren benutzten schon über 80 % aller Auswanderer Dampfschiffe; die Zeit der großen Segelschiffe und ihrer Reedereien war vorbei. Die Black Ball Line konnte sich bis 1878 halten. Als letzte der alten Gesellschaften gab die Red Swallowtail Line 1880 auf.

## Liste von Schiffen der Black Ball Line
| Baujahr (?) | Name                | Tonnage       | Werft                        | Status/Schicksal                                                                                   |
| ----------- | ------------------- | ------------- | ---------------------------- | -------------------------------------------------------------------------------------------------- |
| 1815        | James Monroe        |               |                              | strandete 1850 vor der tasmanischen Küste                                                          |
|             | Pacific             |               |                              | |
| 1816        | Amity               | 382 BRT       | New York                     | strandete am 24. April 1824 vor Manasquan                                                          |
| 1822        | James Cropper       |               |                              | |
| 1843        | Montezuma           | 924 BRT       | William Henry Webb, New York | strandete am 18. Mai 1854 vor New York                                                             |
| 1844        | Yorkshire           | 996 BRT       | William Henry Webb, New York | im Februar 1862 auf der Fahrt von New York verschollen                                             |
| 1845        | Fidelia             | 895 BRT       | William Henry Webb, New York | |
|             | Courier             |               |                              | |
| 1846        | Columbia            | 1050 BRT      | William Henry Webb, New York | |
| 1847        | Isaac Wright        | 1129 BRT      | William Henry Webb, New York | geriet am 23. Dezember 1858 auf dem Mersey in Brand und sank                                       |
|             | Orpheus             |               |                              | |
|             | New York            |               |                              | |
| 1850        | Manhattan           | 1299 BRT      | William Henry Webb, New York | brach am 14. März 1863 in Liverpool nach New York auf, unterwegs verschollen                       |
| 1851        | Isaac Webb          | 1359/1497 BRT | William Henry Webb, New York | fuhr nach Auflösung der Black Ball Line für Charles H. Marshall & Co. und sank am 25. Oktober 1880 |
| 1851        | Great Western       | 1443 BRT      | William Henry Webb, New York | |
|             | Eagle               |               |                              | |
|             | Orbit               |               |                              | |
|             | Nestor              |               |                              | |
|             | William Thompson    |               |                              | |
|             | Albion              |               |                              | |
|             | Canada              |               |                              | |
|             | Britannia           |               |                              | |
| 1854        | Harvest Queen       | 1383 BRT      |                              | sank am 31. Dezember 1875 nach einer Kollision vor Irland                                          |
| 1855        | James Foster, jr.   | 1410 BRT      | William Henry Webb, New York | wurde 1881 als Hudson an deutsche Eigner verkauft                                                  |
| 1855        | Neptune             | 1406 BRT      | William Henry Webb, New York | lief im April 1876 vor Nova Scotia auf Grund und zerschellte                                       |
| 1860        | Alexander Marshall  | 1177 BRT      | William Henry Webb, New York | sank 1869 im Nordatlantik                                                                          |
| 1869        | Charles H. Marshall | 1683 BRT      | William Henry Webb, New York | wurde 1887 als Souverain nach Norwegen verkauft und fing am 20. März 1891 beim Kohlenladen Feuer   |